# 1842 (numero)
Milleottocentoquarantadue (1842) è il numero naturale dopo il 1841 e prima del 1843.

## Proprietà matematiche
- È un numero pari.
- È un numero composto da 8 divisori: 1, 2, 3, 6, 307, 614, 921, 1842. Poiché la somma dei suoi divisori (escluso il numero stesso) è 1854 > 1842, è un numero abbondante.
- È un numero sfenico.
- È un numero di Smith nel sistema numerico decimale.
- È un numero intoccabile.
- È un numero semiperfetto in quanto pari alla somma di alcuni (o tutti) i suoi divisori.
- È un numero intero privo di quadrati.
- È un numero malvagio.
- È parte delle terne pitagoriche  (1842, 2456, 3070), (1842, 94240, 94258), (1842, 282744, 282750), (1842, 848240, 848242).

## Astronomia
- 1842 Hynek è un asteroide della fascia principale del sistema solare.

## Astronautica
- Cosmos 1842 è un satellite artificiale russo.